# Begraafplaats Beukenhage

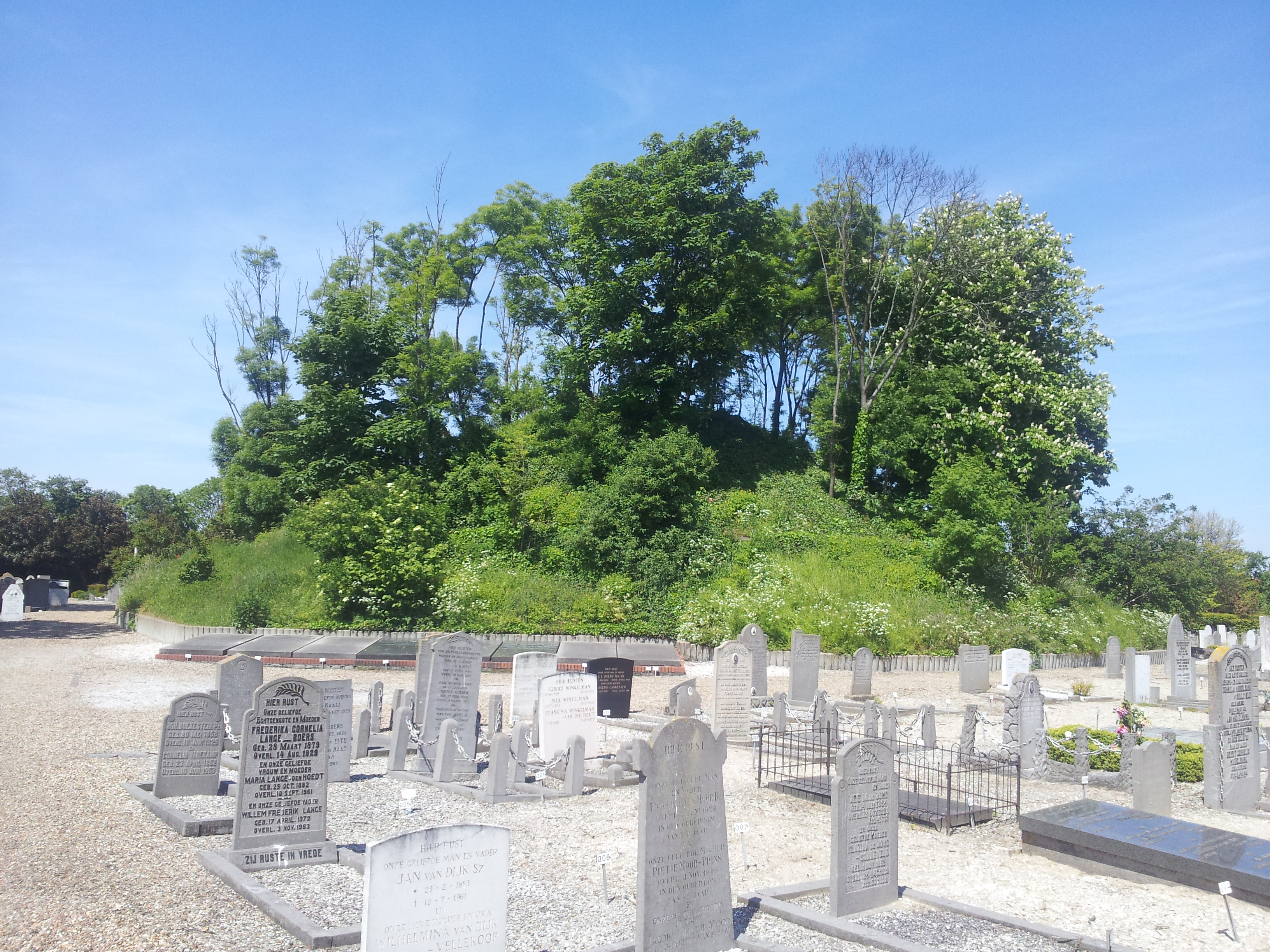
Heuvel in het midden van de begraafplaats

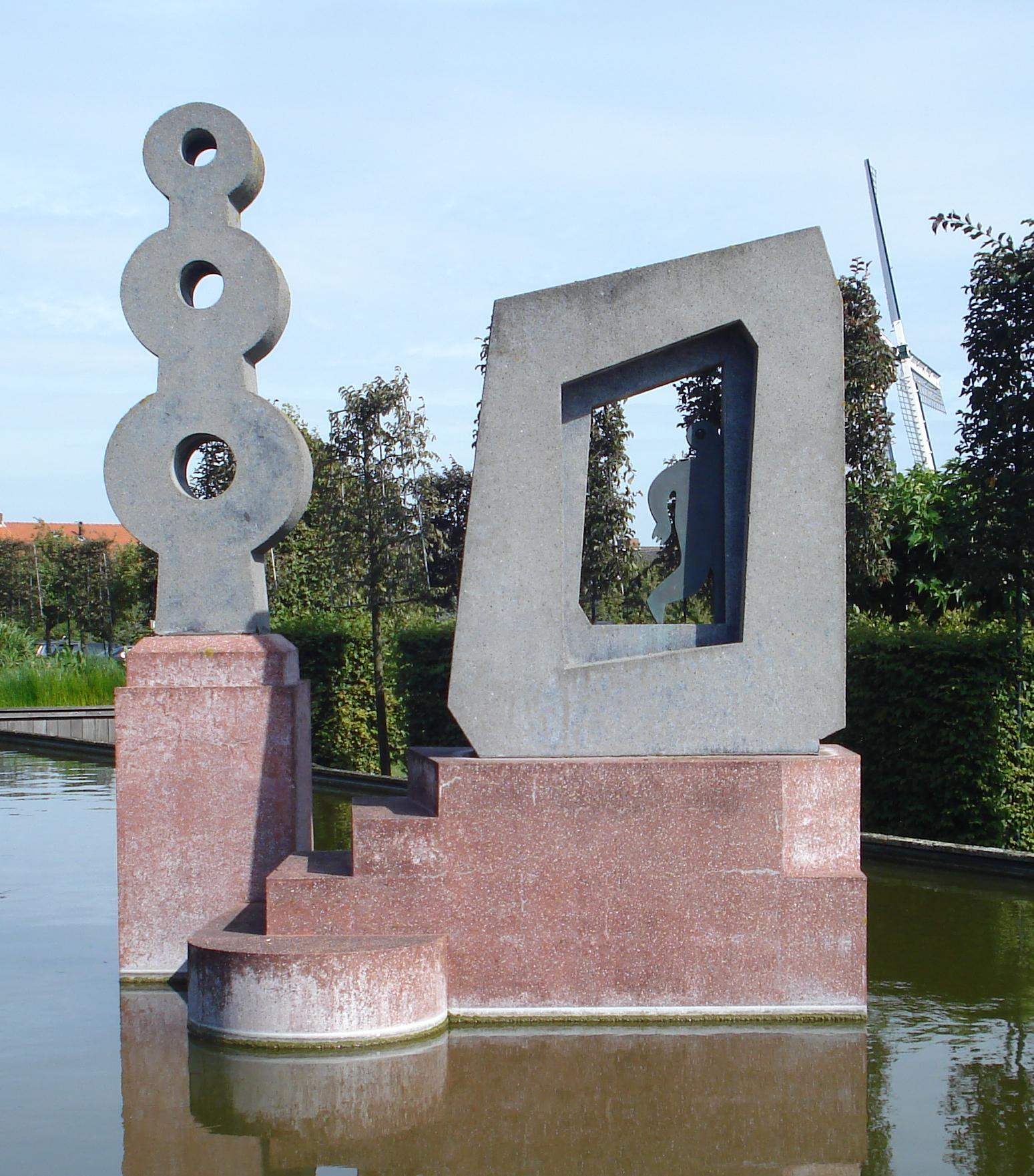
Kunstwerk op de begraafplaats

Begraafplaats Beukenhage is een gemeentelijke begraafplaats aan de Naaldwijkseweg 101a in de Nederlandse plaats 's-Gravenzande.
De begraafplaats is aangelegd in 1873 in het duinlandschap dat deel uitmaakte van buitenplaats Vreedelust.
Hij ligt naast en achter Molen van Maat.
De berg midden op de begraafplaats is waarschijnlijk een overblijfsel een verhoogde heuvel die diende als uitkijkpunt.

## Bijzondere grafperken

### Slachtoffers veerbootrampSS Berlin
Aan de oostzijde ligt een graf met daarin een aantal slachtoffers van de ramp met de veerboot SS Berlin in 1907, waaronder de grafsteen voor de Zwitser L. Gysin von Liestal, gemaakt door A. Dosch.

### Nederlandse oorlogsgraven
Elf Nederlandse gesneuvelden liggen op een rij aan de noordoostzijde van de begraafplaats.

### Oorlogsgraven Gemenebest
Op de begraafplaats liggen doden van de strijdkrachten van het Gemenebest. Er liggen 112 doden uit de Eerste en 3 doden uit de Tweede Wereldoorlog begraven.
Velen van de doden van de Eerste Wereldoorlog waren matrozen en mariniers die sneuvelden op 22 september 1914 bij het verloren gaan van de schepen Aboukir, Cressy en Hogue.
59 waren eerder begraven op zeven andere begraafplaatsen langs de kust en op de eilanden bij Rotterdam.
Van 97 van hen is de identiteit onbekend; zij liggen in een massagraf.
Voor colour serjeant H. Farmer van de Royal Marine Light Infantry (overleden 22 september 1914) staat er een ongewoon bijzonder gedenkteken met de tekst known to be buried in this cemetery.
Van de drie doden uit de Tweede Wereldoorlog is er één een onbekende Flying Officer; de andere twee zijn Sergeant George Beardwood, Lance Corporal George Stewart.
Stewart zat bij de Irish Guards; zijn eenheid was in Nederland om Koningin Wilhelmina en haar gevolg veilig naar Engeland te begeleiden.
Bij de graven staat een herdenkingskruis (Cross of Sacrifice) naar ontwerp van Sir Reginald Blomfield.
Het is uitgevoerd in natuursteen, en er is een bronzen zwaard op aangebracht.

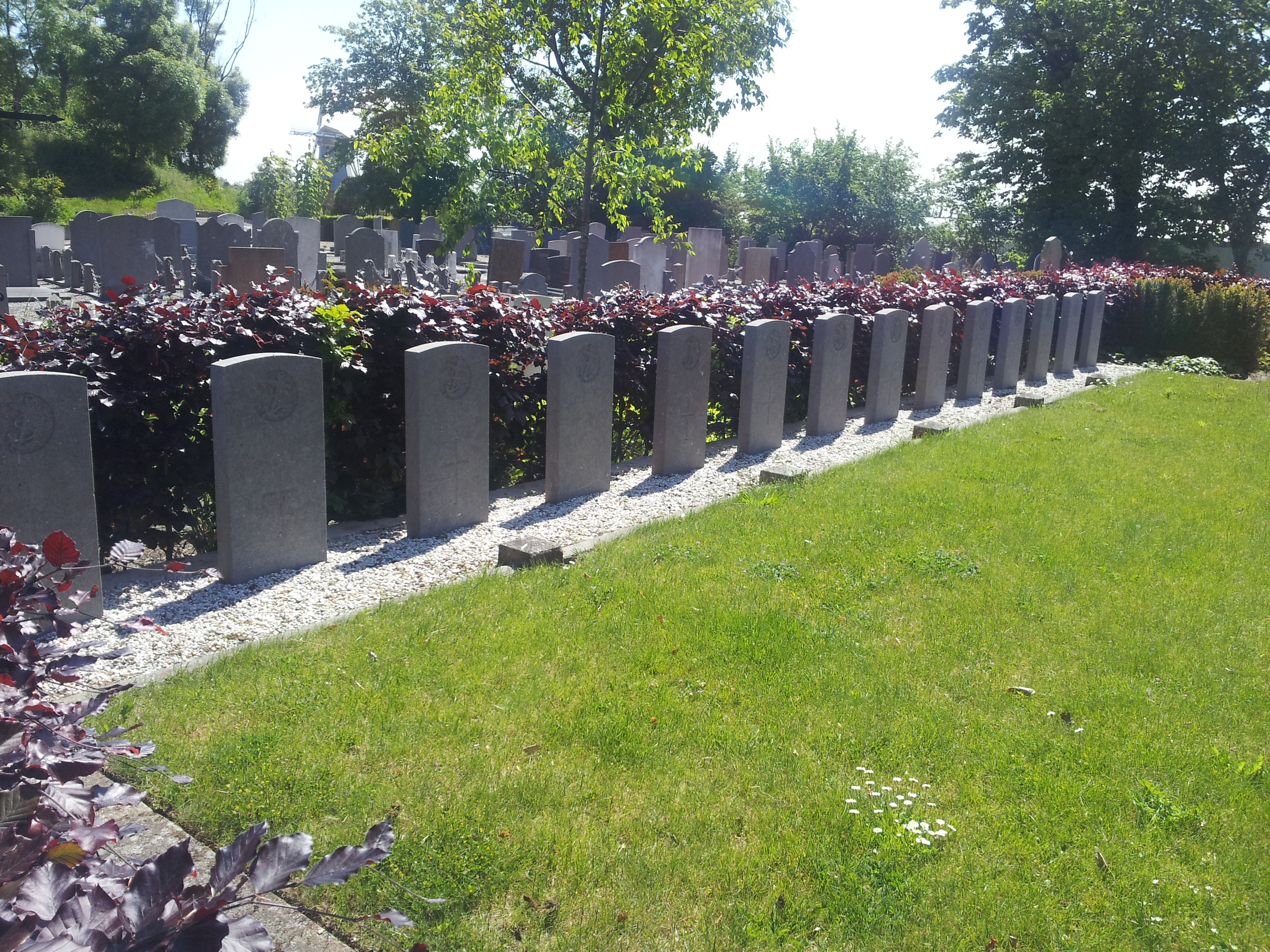
Meerdere Britse oorlogsgraven uit de Eerste Wereldoorlog
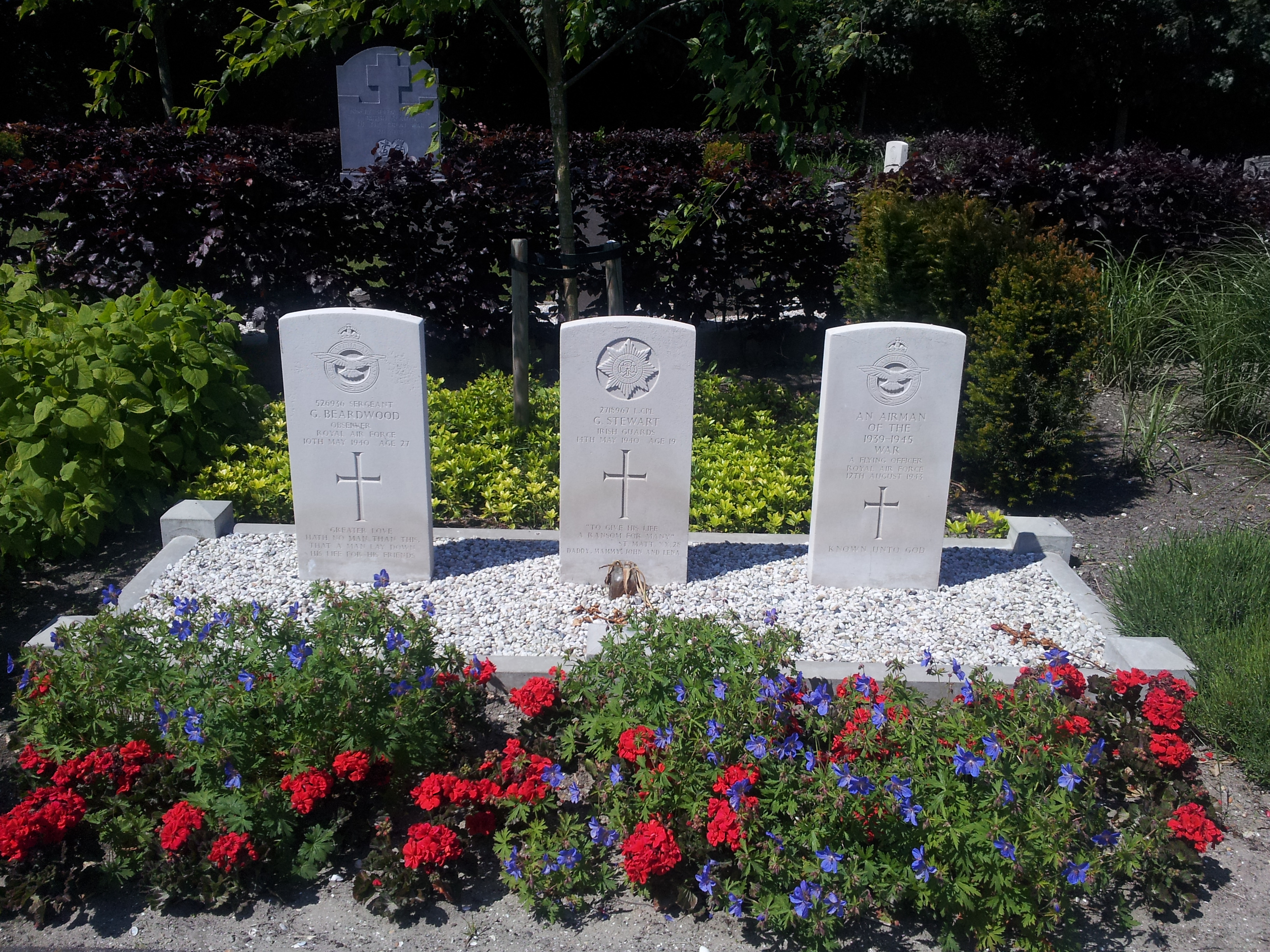
Drie Britse oorlogsgraven uit de Tweede Wereldoorlog
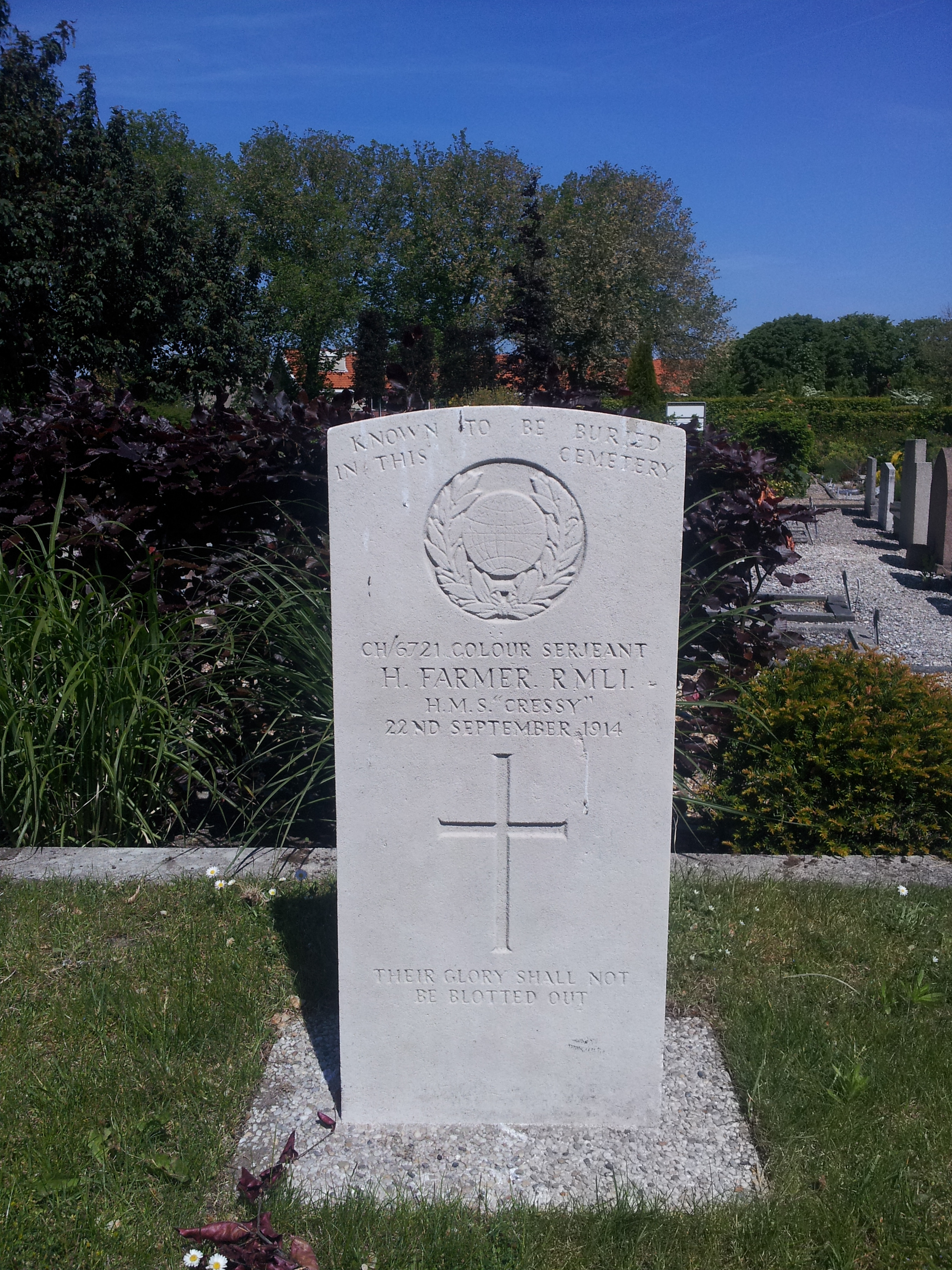
Monument ter nagedachtenis aan  H. Farmer van de Royal Marine Light Infantry
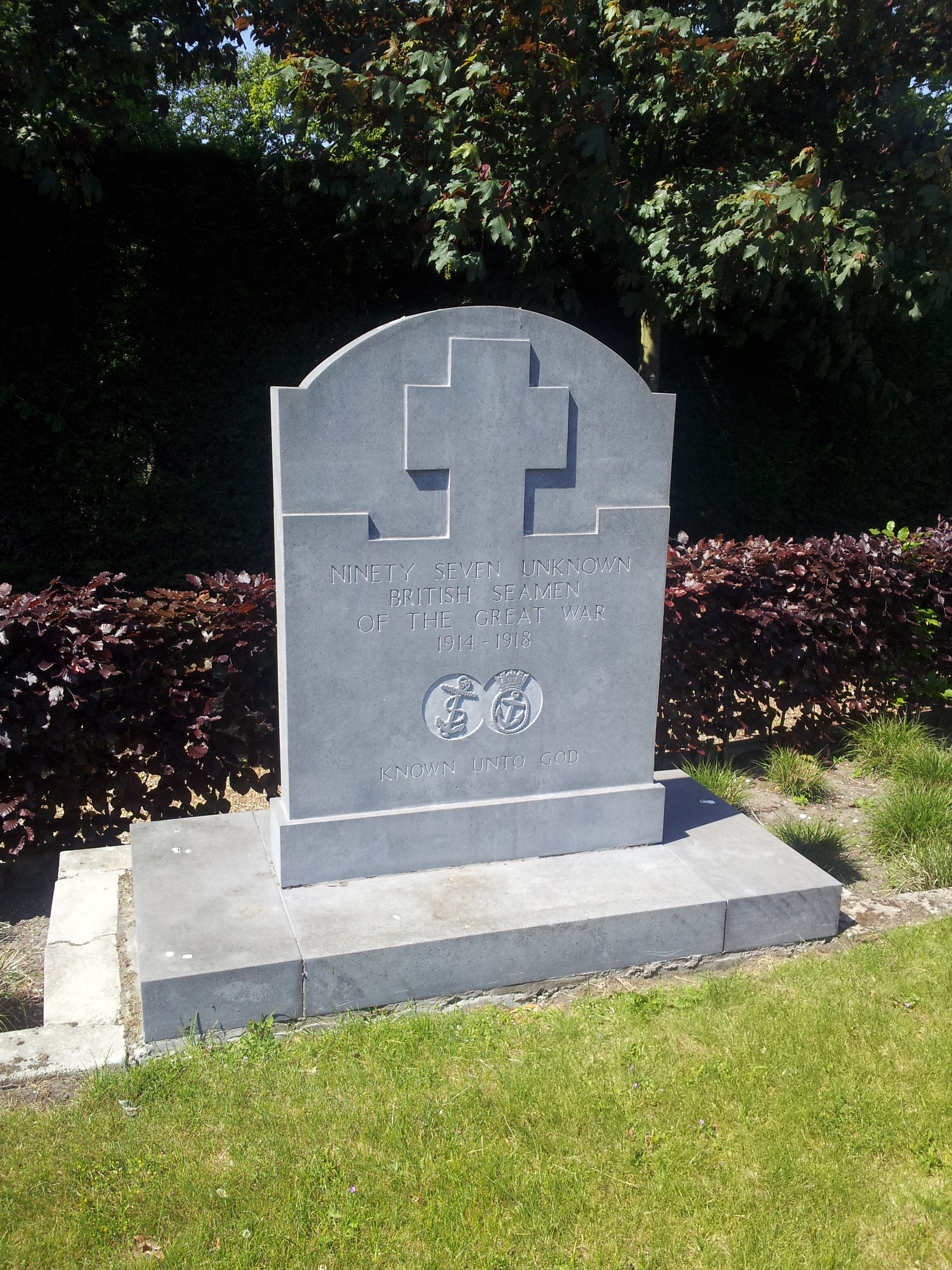
Monument ter nagedachtenis aan de 97 Britse zeelieden die tijdens de Eerste Wereldoorlog hier begraven zijn.
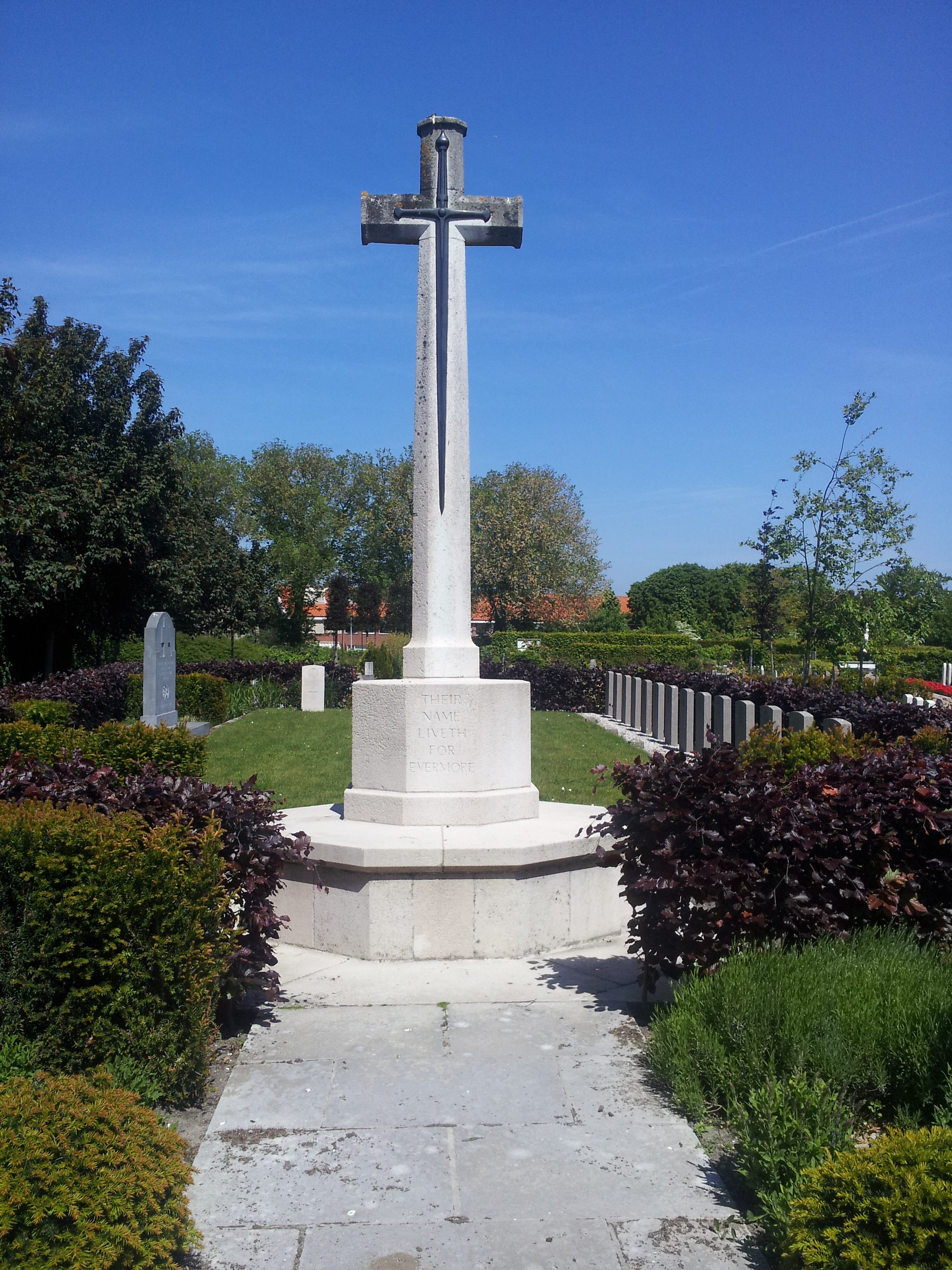
Herdenkingskruis

## Indië-monument

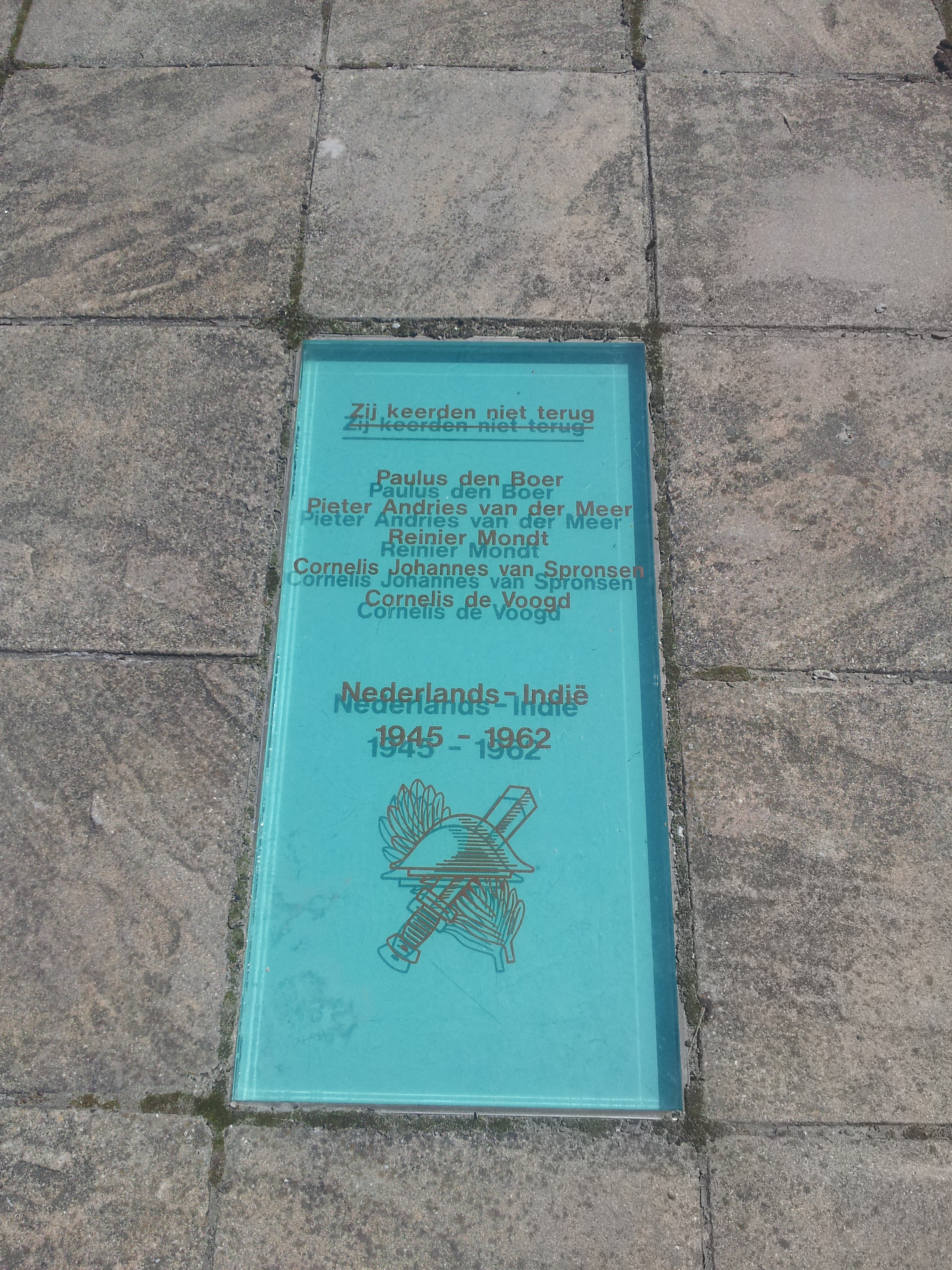
Indië-monument

Op de begraafplaats bevindt zich een monument voor Indiëgangers.
Het is een plaquette van matglas met embleem en de namen van vijf mannen die niet terugkeerden.